# Формула-1 — Гран-прі Бахрейну 2013
Гран-прі Бахрейну 2013 року (офіційно: 2013 Formula 1 Gulf Air Bahrain Grand Prix) — автогонка чемпіонату світу «Формули-1», яка пройшла 21 квітня 2013 року на трасі Сахір, Бахрейн.

## Звіт

### Практичні заїзди

#### Перша практика
Перші практичні заїзди на Гран-прі Бахрейну 2013 року розпочалися у п'ятницю 19 квітня. Перед практикою в Сахірі зранку випав невеликий дощ, хоча температура повітря залишалася високою — +27°С. У першій практиці Гран-прі Бахрейну найкращий час показали пілоти «Феррарі». Спочатку на першу сходинку практичного заїзду піднявся Фернандо Алонсо з результатом 1:34.564, але відразу іспанця на 0,077 с. випередив партнер по команді Феліпе Масса. Третій результат у Ніко Росберга, який програв лідеру 0,15 с. Себастьян Феттель першу практику закінчив з 4-м результатом. За ним у протоколі розташувалися Пол ді Реста, Дженсон Баттон і Марк Веббер. Першу десятку замкнули Адріан Сутіл, Кімі Ряйкконен і Ромен Грожан. Серхіо Перес 11-й, а Льюїс Гамільтон 13-й.
У цій практиці Хейккі Ковалайнен одноразово повернувся за кермо боліда у команді «Катерхем». Ковалайнен продемонстрував 20-й результат, програвши іншому пілоту своєї команди Шарлю Піку 0,6 секунди. Інша тимчасова заміна відбулася в команді «Маруся», де місце Жюля Б'янкі зайняв Родольфо Гонсалес, який проїхав 7 кіл через проблеми з коробкою передач.

#### Друга практика

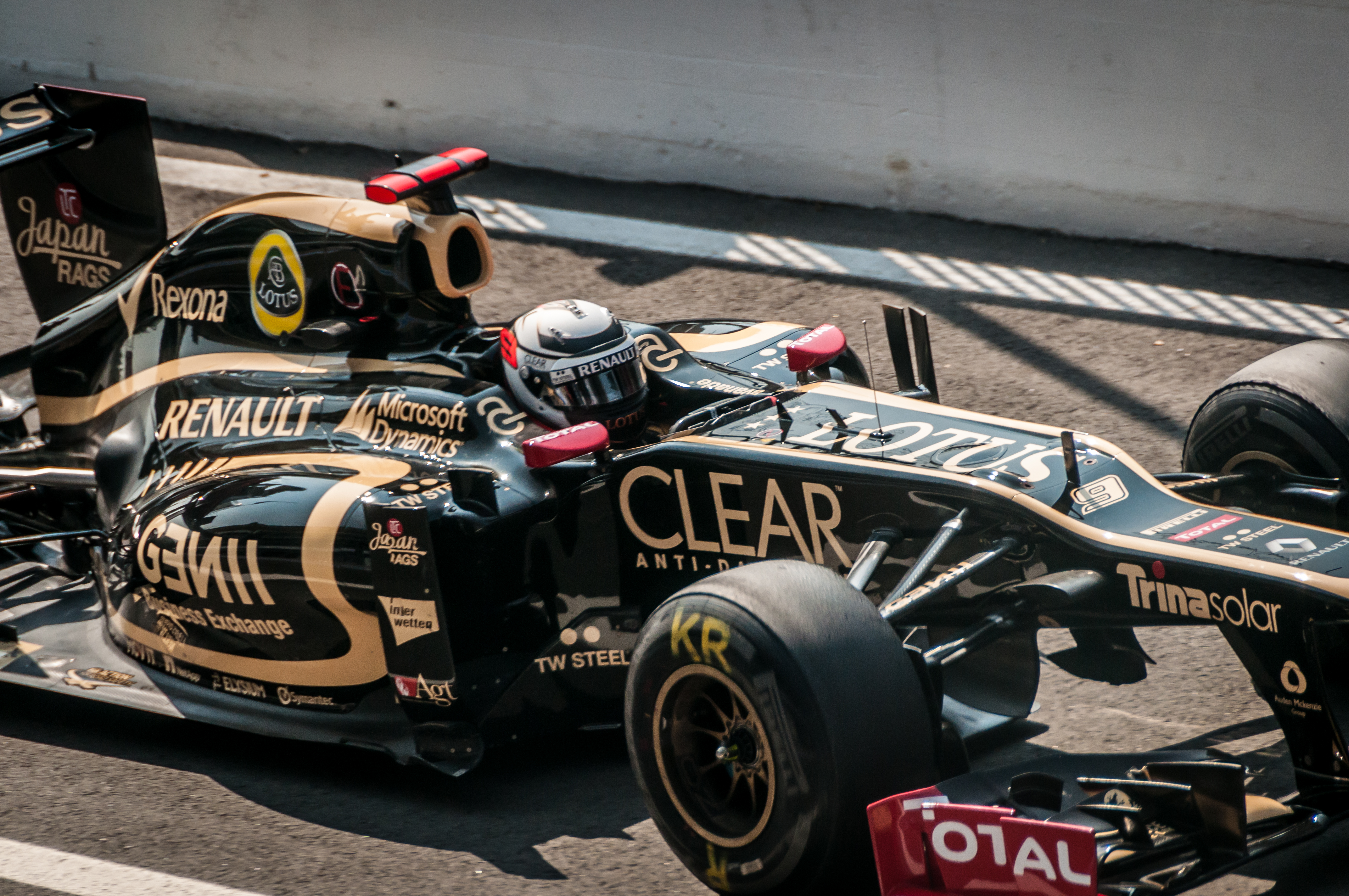
Кімі Ряйкконен

Другі практичні заїзди розпочалися теж 19 квітня, за кілька годин після першої. У другій практиці Кімі Ряйкконен показав лідерський час, який став найкращим за підсумками всіх двох п'ятничних практик. Другим і третім розташувалися два пілоти «Ред Булл», Марк Веббер і Себастьян Феттель. Четвертий час на колі показав Фернандо Алонсо, п'ятий — Пол ді Реста. Далі за фінішним протоколом розташувалися Феліпе Масса, Ромен Грожан та Ніко Росберг. Першу десятку замкнули Адріан Сутіл і Льюїс Гамільтон. А пілоти «Макларен» Дженсон Баттон і Серхіо Перес цей день завершили на 11-й і 13-й позиціях відповідно.
На початку другої сесії стався аварійний інцидент між Гутьєрресом і Піком, які не змогли поділити дорогу. У результаті пілоту «Заубер» довелося повільно повертатися в бокси, щоб замінити проколене колесо.
У цій практиці Ряйкконен зміг дещо поліпшити ранковий результат першої практики, але тільки на 0,03 с. У порівнянні з ранковою першою практичною сесією, результати другої практики виявилися ще більш щільними.

#### Третя практика

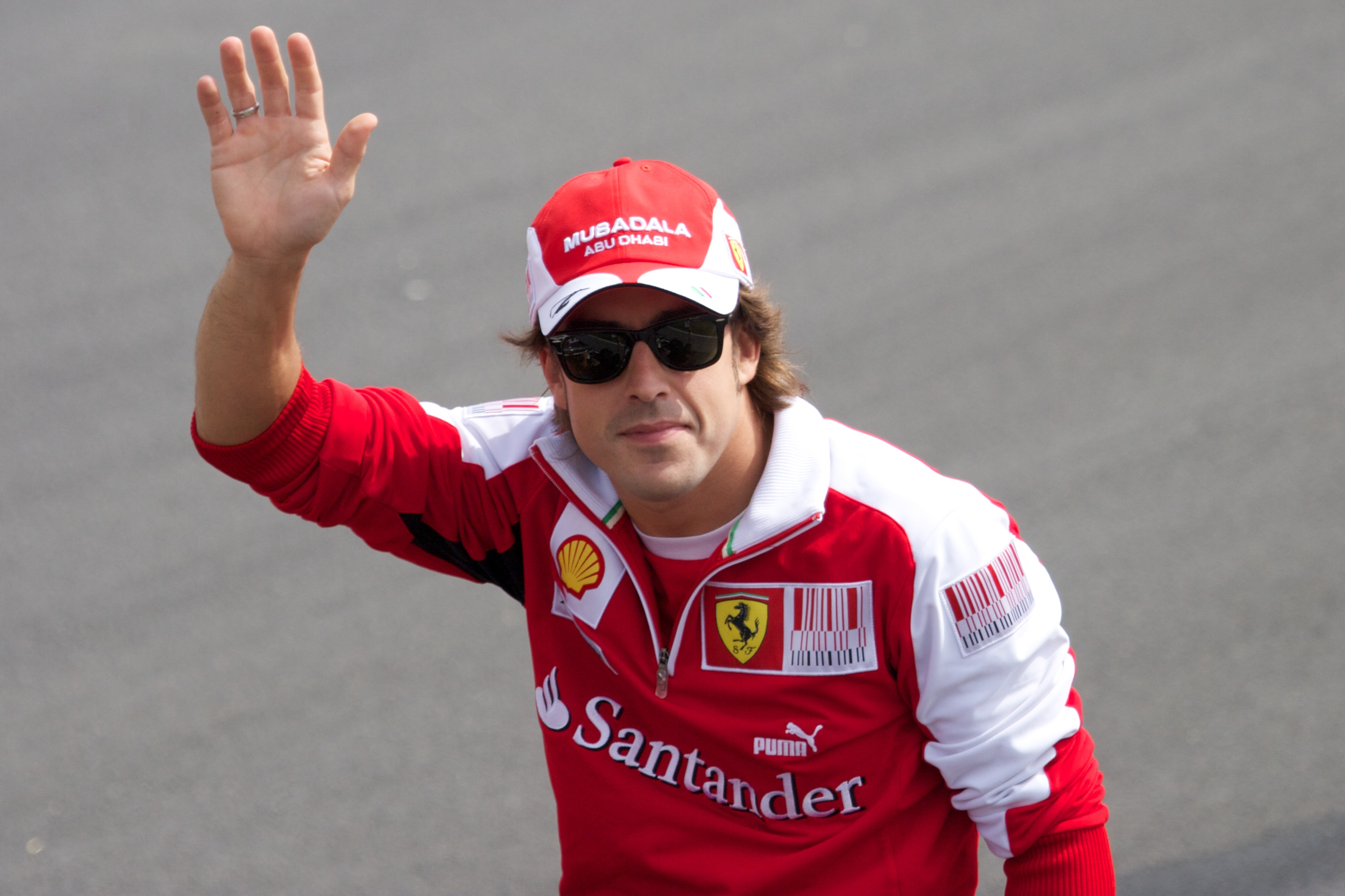
Фернандо Алонсо

Треті і фінальні практичні заїзди на Гран-прі Бахрейну розпочалися о 10:00 за київським часом. Пілот італійської «Феррарі» Фернандо Алонсо показав найкращий час на колі — 1:33.247, що майже на секунду швидше, від результату Кімі Ряйкконена, який той показав під час другої практики в п'ятницю.
Друге і третє місця завоювали пілоти «Ред Булл» і цього разу Себастьян Феттель випередив свого партнера Марка Веббера. Результати практики в суботу виявилися дуже щільними, як і в п'ятницю: 12-й результат Дженсона Баттона всього на 0,8 с. відстає від часу, який показав лідер заїздів Фернандо Алонсо.
Макс Чілтон проїхав лише 7 кіл знову через проблеми з болідом. Під кінець практичних заїздів на «Мерседесі» Льюїса Гамільтона лопнуло заднє колесо, ймовірно через поломку підвіски. Також в одному із поворотів на гравій вилетів Алонсо, але зміг без проблем повернутися до тренувань.

## Класифікація

### Кваліфікація
| Поз            | №  | Пілот              | Конструктор             | Частина 1 | Частина 2 | Частина 3 | Старт |
| -------------- | -- | ------------------ | ----------------------- | --------- | --------- | --------- | ----- |
| 1              | 9  | Ніко Росберг       | Mercedes                |           |           | 1:32.330  | 1     |
| 2              | 1  | Себастьян Феттель  | Red Bull-Renault        |           |           | 1:32.584  | 2     |
| 3              | 3  | Фернандо Алонсо    | Ferrari                 |           |           | 1:32.667  | 3     |
| 4              | 10 | Льюїс Гамільтон    | Mercedes                |           |           | 1:32.762  | 91    |
| 5              | 2  | Марк Веббер        | Red Bull-Renault        |           |           | 1:33.078  | 72    |
| 6              | 4  | Феліпе Масса       | Ferrari                 |           |           | 1:33.207  | 4     |
| 7              | 14 | Пол ді Реста       | Force India-Mercedes    |           |           | 1:33.235  | 5     |
| 8              | 15 | Адріан Сутіл       | Force India-Mercedes    |           |           | 1:33.246  | 6     |
| 9              | 7  | Кімі Ряйкконен     | Lotus-Renault           |           |           | 1:33.327  | 8     |
| 10             | 5  | Дженсон Баттон     | McLaren-Mercedes        |           |           | без часу  | 10    |
| 11             | 8  | Ромен Грожан       | Lotus-Renault           |           | 1:33.762  |           | 11    |
| 12             | 6  | Серхіо Перес       | McLaren-Mercedes        |           | 1:33.914  |           | 12    |
| 13             | 19 | Даніель Ріккардо   | Toro Rosso-Ferrari      |           | 1:33.974  |           | 13    |
| 14             | 11 | Ніко Гюлькенберг   | Sauber-Scuderia Ferrari |           | 1:33.976  |           | 14    |
| 15             | 17 | Вальттері Боттас   | Williams-Renault        | 1:34.425  | 1:34.105  |           | 15    |
| 16             | 18 | Жан-Ерік Вернь     | Toro Rosso-Ferrari      |           | 1:34.284  |           | 16    |
| 17             | 16 | Пастор Мальдонадо  | Williams-Renault        | 1:34.4253 |           |           | 17    |
| 18             | 12 | Естебан Гутьєррес  | Sauber-Ferrari          | 1:34.730  |           |           | 224   |
| 19             | 20 | Шарль Пік          | Caterham-Renault        | 1:35.283  |           |           | 18    |
| 20             | 22 | Жуль Б'янкі        | Marussia-Cosworth       | 1:36.178  |           |           | 19    |
| 21             | 21 | Гідо ван дер Гарде | Caterham-Renault        | 1:36.304  |           |           | 20    |
| 22             | 23 | Макс Чилтон        | Marussia-Cosworth       | 1:36.476  |           |           | 21    |
| 107%: 1:39.379 |    |                    |                         |           |           |           |       |
| Джерело:       |    |                    |                         |           |           |           |       |

Примітки:
- ↑  — Льюїс Гамільтон за рішенням стюардів був оштрафований на п'ять позицій за незаплановану заміну коробки передач.[6]
- ↑  — Марк Веббер оштрафований на три позиції за контакт з Жан-Еріком Вернем на попередній гонці чемпіонату.[7]
- ↑  — Вальттері Боттас і Пастор Мальдонадо показали однаковий час у першій частині кваліфікації. Оскільки Боттас показав час раніше за Мальдонадо, то він був поставлений вище за Пастора і на відміну від мексиканця пройшов у другу частину кваліфікації.
- ↑  — Естебан Гутьєррес оштрафований на п'ять позицій за зіткнення з Адріаном Сутілем у попередній гонці.[8]

### Перегони
| Поз      | №  | Пілот              | Конструктор          | Кола | Час/Схід    | Старт | Очки |
| -------- | -- | ------------------ | -------------------- | ---- | ----------- | ----- | ---- |
| 1        | 1  | Себастьян Феттель  | Red Bull-Renault     | 57   | 1:36:00.498 | 2     | 25   |
| 2        | 7  | Кімі Ряйкконен     | Lotus-Renault        | 57   | +9.111      | 8     | 18   |
| 3        | 8  | Ромен Грожан       | Lotus-Renault        | 57   | +19.507     | 11    | 15   |
| 4        | 14 | Пол ді Реста       | Force India-Mercedes | 57   | +21.727     | 5     | 12   |
| 5        | 10 | Льюїс Гамільтон    | Mercedes             | 57   | +35.230     | 9     | 10   |
| 6        | 6  | Серхіо Перес       | McLaren-Mercedes     | 57   | +35.998     | 12    | 8    |
| 7        | 2  | Марк Веббер        | Red Bull-Renault     | 57   | +37.244     | 7     | 6    |
| 8        | 3  | Фернандо Алонсо    | Ferrari              | 57   | +37.574     | 3     | 4    |
| 9        | 9  | Ніко Росберг       | Mercedes             | 57   | +41.125     | 1     | 2    |
| 10       | 5  | Дженсон Баттон     | McLaren-Mercedes     | 57   | +46.631     | 10    | 1    |
| 11       | 16 | Пастор Мальдонадо  | Williams-Renault     | 57   | +66.450     | 17    |      |
| 12       | 11 | Ніко Хюлькенберг   | Sauber-Ferrari       | 57   | +72.933     | 14    |      |
| 13       | 15 | Адріан Сутіл       | Force India-Mercedes | 57   | +76.719     | 6     |      |
| 14       | 17 | Вальттері Боттас   | Williams-Renault     | 57   | +81.511     | 15    |      |
| 15       | 4  | Феліпе Масса       | Ferrari              | 57   | +86.364     | 4     |      |
| 16       | 19 | Даніель Ріккардо   | Toro Rosso-Ferrari   | 56   | +1 коло     | 13    |      |
| 17       | 20 | Шарль Пік          | Caterham-Renault     | 56   | +1 коло     | 18    |      |
| 18       | 12 | Естебан Гутьєррес  | Sauber-Ferrari       | 56   | +1 коло     | 22    |      |
| 19       | 22 | Жуль Б'янкі        | Marussia-Cosworth    | 56   | +1 коло     | 19    |      |
| 20       | 23 | Макс Чилтон        | Marussia-Cosworth    | 56   | +1 коло     | 21    |      |
| 21       | 21 | Гідо ван дер Гарде | Caterham-Renault     | 55   | +2 кола     | 20    |      |
| Схід     | 18 | Жан-Ерік Вернь     | Toro Rosso-Ferrari   | 16   |             | 16    |      |
| Джерело: |    |                    |                      |      |             |       |      |

## Положення в чемпіонаті після Гран-прі
|   | Поз | Пілот             | Очки |
| - | --- | ----------------- | ---- |
|   | 1   | Себастьян Феттель | 77   |
|   | 2   | Кімі Ряйкконен    | 67   |
| 1 | 4   | Льюїс Гамільтон   | 50   |
| 1 | 3   | Фернандо Алонсо   | 47   |
| 1 | 5   | Марк Веббер       | 32   |

|   | Поз | Конструктор          | Очки |
| - | --- | -------------------- | ---- |
|   | 1   | Red Bull-Renault     | 109  |
| 1 | 2   | Lotus-Renault        | 93   |
| 1 | 3   | Ferrari              | 77   |
|   | 4   | Mercedes             | 74   |
| 1 | 5   | Force India-Mercedes | 26   |

- Примітка: Тільки 5 позицій включені в обидві таблиці.